# Cantonul Rochefort-Sud
Cantonul Rochefort-Sud este un canton din arondismentul Rochefort, departamentul Charente-Maritime, regiunea Poitou-Charentes, Franța.